# تود ريدموند
تود ريدموند (بالإنجليزية: Todd Redmond)‏ هو لاعب كرة قاعدة أمريكي، ولد في 17 مايو 1985 في سانت بيترسبرغ في الولايات المتحدة.

## وصلات خارجية
- تود ريدموند على موقع دوري كرة القاعدة الرئيسي (الإنجليزية)
- تود ريدموند على موقعبيزبول رفرنس.كوم (الدوري الرئيسي) (الإنجليزية)
- تود ريدموند على موقعبيزبول رفرنس.كوم (الدوري الثانوي) (الإنجليزية)
- تود ريدموند على موقع إي إس بي إن.كوم (أم.أل.بي) (الإنجليزية)
- تود ريدموند على موقع مشجعي الرسوم البيانية (الإنجليزية)